# Nakadzsima Emi
Nakadzsima Emi (中島 依美; Hepburn: Nakajima Emi) (Siga prefektúra, 1990. szeptember 27. –) japán válogatott labdarúgó.

## Klub
2009 óta az INAC Kobe Leonessa csapatának játékosa, ahol 168 bajnoki mérkőzésen lépett pályára és 30 gólt szerzett.

## Nemzeti válogatott
A japán U20-as válogatott tagjaként részt vett a 2010-es U20-as világbajnokságon.
2011-ben debütált a japán válogatottban. A japán válogatott tagjaként részt vett a 2014-es és a 2018-as Ázsia-kupán. A japán válogatottban 65 mérkőzést játszott.

## Statisztika
| Japán válogatott | Japán válogatott | Japán válogatott |
| Időszak          | Mérk.            | gól              |
| ---------------- | ---------------- | ---------------- |
| 2011             | 2                | 0                |
| 2012             | 0                | 0                |
| 2013             | 7                | 1                |
| 2014             | 12               | 4                |
| 2015             | 3                | 1                |
| 2016             | 7                | 1                |
| 2017             | 15               | 2                |
| 2018             | 19               | 4                |
| Összesen         | 65               | 13               |

## Sikerei, díjai
Japán válogatott
- Ázsia-kupa:  Arany; 2014, 2018

Klub
- Japán bajnokság: 2011, 2012, 2013

Egyéni
- Az év Japán csapatában: 2013, 2017, 2018